# Нахвальский сельсовет
Нахва́льский сельсове́т — муниципальное образование со статусом сельского поселения в Сухобузимском районе Красноярского края России.
Административный центр — село Нахвальское.

## Население
| 2010 | 2012  | 2013  | 2014  | 2015  | 2016  | 2017  |
| ---- | ----- | ----- | ----- | ----- | ----- | ----- |
| 1836 | ↘1817 | ↗1836 | →1836 | ↘1821 | ↘1806 | ↘1791 |

## Состав сельского поселения
| Название          | Статус  | Население | Расстояние от районного центра, км | Расстояние от центра сельского поселения, км | ОКТМО          | Координаты                      |
| ----------------- | ------- | --------- | ---------------------------------- | -------------------------------------------- | -------------- | ------------------------------- |
| Нахвальское       | село    | 401       | 26                                 | адм. центр                                   | 04 651 416 101 | 56°40′30″ с. ш. 93°34′25″ в. д. |
| Берег Таскино     | деревня | 133       | 44                                 | 18                                           | 04 651 416 106 | 56°47′43″ с. ш. 93°31′40″ в. д. |
| Малиновка         | деревня | 309       | 16                                 | 11                                           | 04 651 416 111 | 56°35′28″ с. ш. 93°28′43″ в. д. |
| Малое Нахвальское | село    | 236       | 32                                 | 6                                            | 04 651 416 116 | 56°42′20″ с. ш. 93°33′50″ в. д. |
| Павловщина        | село    | 757       | 35                                 | 9                                            | 04 651 416 121 | 56°44′30″ с. ш. 93°34′23″ в. д. |

## Местное самоуправление
- Орган представительной власти — Нахвальский сельский Совет депутатов, избран 10 сентября 2019 года, срок полномочий — 5 лет.
- Глава муниципального образования — Глава администрации Нахвальского сельсовета — Гимбал Наталья Ивановна, вновь избрана 19 ноября 2019 года, срок полномочий — 5 лет. Адрес администрации: 663055, Сухобузимский район, с. Нахвальское, ул. Советская, 2. Телефон: +7 (39199) 3-32-42.